# سباستیان بورنستین
سباستیان بورنستین (اسپانیایی: Sebastián Borensztein‎؛ زادهٔ ۲۲ آوریل ۱۹۶۳) کارگردان فیلم و فیلم‌نامه‌نویس اهل آرژانتین است. وی از سال ۱۹۹۱ میلادی تاکنون مشغول فعالیت بوده‌است.
از فیلم‌هایی که وی در آن‌ها نقش داشته است، می‌توان به بازندگان قهرمان و یک داستان چینی اشاره نمود.